# The Good Liar
The Good Liar (en España: La gran mentira y en Hispanoamérica: El buen mentiroso) es una película de suspense de 2019 dirigida y producida por Bill Condon y escrita por Jeffrey Hatcher, basada en la novela del mismo nombre de Nicholas Searle. Está protagonizada por Ian McKellen como un estafador de carrera que conoce a una viuda adinerada (Helen Mirren) en línea, y luego descubre que su plan para robar su fortuna tiene obstáculos inesperados.
La película se estrenó en el Reino Unido el 8 de noviembre de 2019 y en los Estados Unidos el 15 de noviembre de 2019. Recibió críticas mixtas de los críticos y recaudó $33 millones contra un presupuesto de $10 millones.

## Argumento
Roy Courtnay es un estafador británico envejecido que, junto con su socio comercial Vincent, utiliza identidades falsas para convencer a las personas que le den acceso a sus finanzas. Su objetivo es Betty McLeish, una ex profesora de historia en Oxford que perdió a su esposo hace un año y tiene ahorros superiores a £2 millones.
Fingiendo una rodilla mala, Roy convence a Betty para que le permita quedarse en su casa. Él la anima constantemente a abrir una cuenta conjunta de inversión offshore con él, para poder robarle el dinero. Simultáneamente, Roy y Vincent llevan a cabo una estafa de inversión con su marca Bryn y su asociado mediante el empleo de falsos inversores rusos. Uno de éstos, en realidad un carnicero polaco, exige una cantidad mayor de lo acordado. En respuesta, Roy ordena a sus matones que rompan la mano del carnicero con un ablandador de carne. Al darse cuenta de que ha sido robado, Bryn sigue a Roy durante su cita con Betty. Al ver a Bryn cerca, Roy se separa de Betty antes de atraer a Bryn a la estación de metro Charing Cross. Allí, Roy apuñala a Bryn y luego lo empuja a la vía justo cuando el metro llega a la estación. Después, Roy se reúne de nuevo con Betty.
Roy y Betty están de vacaciones en Berlín, donde Roy parece entender alemán, aunque él afirma que no. El nieto de Betty, Steven, lleva a la pareja a un piso que Roy reconoce. Steven revela que 'Roy Courtnay', un joven oficial del ejército británico, fue asesinado allí en 1948 por un criminal de guerra nazi al que estaba siguiendo, según los registros soviéticos. Esto hace que Roy explique que su verdadero nombre es Hans Taub, que era el intérprete alemán de Roy y que suplantó a éste para poder abandonar Alemania y empezar una nueva vida. Betty acepta su explicación y rechaza las objeciones de Steven.
Poco después, Roy y Betty planean transferir su dinero a la cuenta conjunta. Vincent le sugiere a Roy que deje a Betty conservar al menos una parte de su dinero para sus gastos médicos, pero Roy rechaza la idea e insiste en que dejará a Betty sin un céntimo al igual que a sus anteriores víctimas. Vincent acepta a regañadientes y luego asiste a la pareja transfiriendo el dinero de cada uno a la cuenta conjunta. Sin embargo, después de dejar a Betty con el pretexto de ir a Londres para ver a su hijo, Roy descubre que ya no tiene el teclado necesario para acceder a la cuenta, por lo que regresa a la casa de Betty para reclamarlo, pero allí descubre que ella le está esperando con la casa vacía.
Betty intenta forzar una confesión de Roy, antes de revelar que su identidad y su pasado son falsos. Su verdadero nombre es Lili, y ella y Roy se conocieron antes como adolescentes alemanes en 1943, cuando Hans era su profesor de inglés. En su última clase, Hans violó a Lili. Después de que sus padres despidieran a Hans por ello, éste denunció al padre de Lili como un traidor, siendo ejecutado por los nazis, lo que llevó a la madre de Lili a suicidarse. Más tarde, las hermanas de Lili fallecieron en una explosión solo dos semanas antes de la muerte de Adolf Hitler. Después de terminar la guerra, Lili se estableció en Inglaterra.
Tras contarle su pasado, Lili explica a Roy que ella ha sido plenamente consciente todo el tiempo del plan de él para estafarla. Steven, quien de hecho era el novio del verdadero nieto de Lili, Michael, investigó el historial criminal de Roy/Hans y confirmó su identidad en una prueba de ADN al recuperar un guardapelo de la infancia de Betty/Lili que contenía un mechón del cabello de Hans. También revela a Roy que Vincent le ha traicionado tras conocer los crímenes cometidos por él.
Betty retira todo el dinero de Roy de su cuenta conjunta, dejándole solo lo suficiente para pagar a las víctimas de su estafa anterior. Justo cuando Betty se prepara para salir de la casa, Roy cierra la puerta y la ataca, pero ella consigue defenderse antes de que Roy se enfrente al socio de Bryn y al carnicero polaco a quienes previamente había engañado. Betty abandona la casa cuando Roy, negándose a pagar a sus víctimas, recibe una brutal paliza que le ocasiona un grave ictus. Semanas después, Vincent visita a Roy, hospitalizado y prácticamente tetrapléjico, mientras Betty se muestra feliz viviendo con su extensa familia.

## Reparto
- Helen Mirren como Betty McLeish.
- Ian McKellen como Roy Courtnay.
- Phil Dunster como Roy Courtnay (1948).
- Russell Tovey como Steven.
- Jim Carter como Vincent.
- Mark Lewis Jones como Bryn.
- Spike White como Hans Taub (1943).
- Laurie Davidson como Hans Taub (1948).
- Celine Buckens como Annalise.
- Bessie Carter como Secretaria.

## Producción
En marzo de 2018, se anunció que Bill Condon dirigiría la película, con Ian McKellen y Helen Mirren en los papeles principales. En abril de 2018, Russell Tovey y Jim Carter se unieron al elenco.
La producción principal comenzó el 23 de abril de 2018 en Londres, Inglaterra. La película se filmó también en Berlín, Alemania.

## Estreno
La película se estrenó el 8 de noviembre de 2019 en el Reino Unido y el 15 de noviembre de 2019 en los Estados Unidos.

## Recepción

### Taquilla
The Good Liar ha recaudado $17.2 millones en los Estados Unidos y Canadá, y $16.2 millones en otros territorios, para un total mundial de $33.4 millones, contra un presupuesto de producción de $10 millones.
En los Estados Unidos y Canadá, la película se estrenó junto a Los Ángeles de Charlie y Ford v Ferrari, y se proyecta que recaudará alrededor de $5 millones de 2439 salas en su primer fin de semana. Ganó $1.6 millones en su primer día y debutó con $5.6 millones, terminando séptimo en la taquilla. Cayó 40% a $3.6 millones en su segundo fin de semana, terminando en décimo.

### Crítica
Rotten Tomatoes informó que el 63% de los críticos le han dado a la película una crítica positiva basada en 153 reseñas, con una calificación promedio de 6.13/10. El consenso de críticos del sitio web dice: "The Good Liar es menos que la suma de sus partes prestigiosas, pero Ian McKellen y Helen Mirren mantienen los procedimientos constantemente observables". En Metacritic, la película tiene una puntuación promedio ponderada de 55 de 100 basado en 31 críticos, que indican "reseñas mixtas o promedio". El público encuestado por CinemaScore le dio a la película una calificación promedio de "B" en una escala de A + a F, mientras que aquellos en PostTrak le dieron 4 de 5 estrellas, con un 56% diciendo que definitivamente lo recomendarían. The Guardian lo incluyó en una lista de las películas más subestimadas de 2019.
En su reseña para The Wall Street Journal, Joe Morgenstern escribió: "The Good Liar es el cálculo desde el comienzo del arco hasta el final hueco... Esta película se vuelve lo suficientemente sombría como para ser una pieza complementaria". Ben Kenigsberg de The New York Times comentó: "El juego de manos" The Good Liar "intenta ser más fácil de mantener oculto en la página. A medida que avanza, la película revela complicaciones (juega trucos particularmente dudosos con la forma en que reparte flashbacks en el 1940) y un motivo que bien podría haber sido sacado de un sombrero. El final podría escribirse con detalles completamente diferentes, y casi ninguna escena anterior tendría que cambiar. El verdadero buen mentiroso es quien convenció a Mirren y McKellen a la clase un material tan delgado y arbitrario". Peter Sobczynski escribiendo para RogerEbert.com le dio a la película dos estrellas y media de cuatro y declaró: "... rápidamente se hace evidente que esta es una de esas historias donde nada es del todo como parece, y dando lugar a una impactante revelación que la mayoría verá venir, al menos a grandes rasgos. Una película de este tipo necesita una trama hermética, o al menos lo suficientemente hermética como para evitar que cuestiones las cosas mientras se ejecuta, pero hay demasiados casos en los que los personajes dicen y hacen cosas solo porque la trama requiere que lo hagan." Sandra Hall de The Sydney Morning Herald le dio a la película tres estrellas y media de cinco y señaló: "... como resultado, no hay mucho suspenso. Es un ejercicio apasionante pero peculiarmente cerebral: un thriller psicológico sin emociones." Wendy Ide de The Guardian le dio a la película tres estrellas de cinco, diciendo: "... The Good Liar está en su mejor momento cuando Mirren y McKellen están en pantalla, bailando suavemente a través de una trama que se siente como una muñeca rusa de engaños cada vez más profundos. Los destellos de violencia son efectivamente discordantes cuando se yuxtaponen con la comodidad acogedora de gran parte de la película. Menos exitosos son dos flashbacks impactantes, con peso de plomo, que arrojan trozos de exposición y anulan algo de la diversión en el hábil doble acto de McKellen y Mirren". Elizabeth Weitzman de TheWrap dijo: "Solo hay un giro realmente impredecible en "The Good Liar", y esa es la decepción que el público probablemente sentirá cuando salgan del teatro".
The Adelaide Review le dio a la película 7/10 puntos, señalando, "la primera película de Helen e Ian juntos (aunque previamente aparecieron como un doble acto en el escenario), esta tiene una actuación especialmente compleja e incluso desagradable para él, pero ella tampoco se queda atrás, y es bueno ver a Tovey defendiéndose en escenas junto a estos dos 'tesoros nacionales'. Y sí, como diría Betty de Helen, "¡Es tan inglés!". En su crítica para Rolling Stone, David Fear le dio a la película dos estrellas de cinco y escribió: "La verdadera pregunta es: ¿Estás dispuesto a soportar toda esa desviación al azar por el simple placer de la compañía de estos artistas? Ambos actores son, Como era de esperar, inclinarse hacia atrás aquí para vender estos personajes y establecer la química de la pantalla suficiente para suavizar muchos parches ásperos... Se juegan muy bien el uno al otro a pesar del material, y tienen la oportunidad de disfrutar del rango de sonido y sonido antes mencionado furia. Sí, verías a estos dos en prácticamente cualquier cosa. Solo desearías que no fuera esto. Se merecen algo más fuerte y mucho menos absurdo, y esa es la verdad". Jon Frosch, de The Hollywood Reporter, agregó: "Un ejemplo del tipo de "cine para adultos" de clase media, adornado con clase que se ha vuelto raro en la Era de Marvel, la película puede despertar el interés de los espectadores de cierta edad; hay un placer cómodo al ver a estos dos profesionales golpear de un lado a otro con acentos de ciruela, agarrando tazas de té o tomando copas de champán. Sin embargo, la sofisticación de The Good Liar no es más que superficial. A pesar de todos sus giros y vueltas desagradables, sus falsificaciones y recuerdos y descaradamente apilada acumulación de traiciones cruzadas, esta historia de un estafador anciano y la viuda adinerada a la que se dirige se siente fatalmente desprovista de peligro. septuagenario, The Good Liar es un trabajo de habilidad pero poca chispa". Le News le dio a la película tres estrellas de cuatro, indicando. "Dos actores soberbios de la gran cultura del drama inglés, Helen Mirren e Ian McKellen, son razones suficientes para llevarte a esta intrigante historia de engaño... Si buscas entretenimiento de calidad con un guion absorbente, múltiples giros y un gran actuando, esta es tu película. No es una obra maestra, sino cautivadora y satisfactoria".
David Hughes, de Empire, le dio a la película tres estrellas de cada cinco, comentando: "... incluso si sabes lo que viene, hay alegría al ver dos actuaciones perfectas de estos actores veteranos muy queridos, saboreando cada matiz de sus personajes, y cada momento de su tiempo en la pantalla. De hecho, son tan buenos que la película se marca cada vez que uno o ambos están fuera de la pantalla, como durante las secuencias de flashback, con las que podría haberse prescindido de una adaptación más atrevida... Puede ser una historia de perro peludo, con lapsos ocasionales en el melodrama, pero Mirren y McKellen están en forma brillante, y cuando una película dirigida principalmente a jubilados emplea tanto la palabra C como el detalle de lesiones sangrientas, no puede acusarlo de ser aburrido". David Ehrlich de IndieWire declaró: "... es Mirren a quien finalmente se le pide que lleve esta película a través de la línea de meta, y lo hace con montones de su elan característico. Es un actor raro que puede dividir la diferencia entre un thriller de aeropuerto y un cálculo histórico, que es capaz de combinar lo tonto con lo serio de una manera que borra por completo la diferencia, pero Mirren está más que a la altura del desafío. Los tramos finales de la película de Condon son tan ridículos que casi te sientes estafado por preocuparte por la película hasta ese punto, pero Mirren basa un giro de la trama tras otro con la gravedad de su convicción (y un poco de ayuda de la melodiosa e inquietante puntuación de "Sr. Holmes" de Carter Burwell). "The Good Liar" puede no tener mucho para decir sobre la redención, el atrapamiento o las mentiras que pueden mantener una amistad, pero el pasado es tan importante para un pequeño thriller malvado que se deleita en el momento". Jess Layt de Hawkesbury Gazette le dio a la película 5.5/10 puntos, comentando: "Esta es una historia que le da a los actores mayores un trabajo genuino de personajes, una historia real y motivaciones y una vida. Dicho esto, la forma en que The Good Liar se desarrolla en su el acto final se siente como un engaño en sí mismo. El público ha estado siguiendo a estos personajes durante una buena parte de la película, solo para tener historias de fondo extrañas reveladas de repente para las cuales no hay presagios aparentes... The Good Liar, al igual que su protagonista , habla de gran juego, pero realmente está confundido acerca de su identidad y lugar en el mundo".

### Premios y nominaciones
| Premio            | Fecha ceremonia         | Categoría             | Destinatario(s) | Resultado | Referencia(s) |
| ----------------- | ----------------------- | --------------------- | --------------- | --------- | ------------- |
| Premios Satellite | 19 de diciembre de 2019 | Mejor Actriz de Drama | Helen Mirren    | Nominada  | [ 26 ]        |